# Goebelobryum unguiculatum
Goebelobryum unguiculatum är en bladmossart som först beskrevs av Hook.f. et Taylor, och fick sitt nu gällande namn av Riclef Grolle. Goebelobryum unguiculatum ingår i släktet Goebelobryum och familjen Acrobolbaceae. Inga underarter finns listade i Catalogue of Life.